# Pyropteron balkis
Pyropteron balkis är en fjärilsart som beskrevs av Le Cerf 1938. Pyropteron balkis ingår i släktet Pyropteron och familjen glasvingar. Inga underarter finns listade i Catalogue of Life.